# Dill Katz
David Katz (Londen, 12 januari 1946 – 13 juni 2025) was een Britse jazzcontrabassist.

## Biografie
Katz' ouders waren klassieke muzikanten. Hij studeerde gitaar en contrabas aan het Royal College of Music. In 1962 werd hij een professionele muzikant en aanvankelijk speelde hij met Ierse showbands en in de studio. Midden jaren 1970 was hij lid van de band Pacific Eardrum van Dave MacRae. Tussen 1978 en 1979 speelde hij met Nucleus en werkte daarna tot 1982 in de band Paraphernalia van Barbara Thompson. Daarna richtte hij het trio 20th Century Blues op met Nic France en pianist Colin Dudman. Vanaf 1984 speelde hij opnieuw met Nucleus (totdat de band werd ontbonden). Hij bleef werken bij Jazz Afrika van Julian Bahula en District Six van Brian Abrahams. Hij treedt op met zijn eigen jazzrockkwartet. 
Katz werkt ook op de Guildhall School of Music and Drama en als muziekproducent.
Katz overleed op 13 juni 2025 op 79-jarige leeftijd.